# 神ノ島 (鹿児島県)
神ノ島（かみのしま）は、鹿児島県南さつま市笠沙町片浦にある無人島。

## 地理
片浦漁港沖約1kmに位置する。周囲約650m、標高約70m。古称は竹島。島は私有地である。

## 神話
笠沙町はコノハナノサクヤビメとニニギノミコトが出逢った地とされ、神ノ島の地名も神話に由来している
ニニギノミコトをまつる祠があったとされ、江戸末期ごろまで祭日の旧暦11月16日には神事が行われていた。2022年4月に島で祠の跡が発見された。